# Newington Butts Theatre
Das Newington Butts Theatre war eines der ersten Elisabethanischen Theater und somit auch eines der ersten Theaterhäuser Londons nach der Römerzeit. Vermutlich wurde es sogar noch vor den bekannteren Theaterbauten The Theatre (1576) und dem Curtain Theatre (1577) errichtet. Es wird angenommen, dass es zumindest als eines der ersten im Bau befindlichen war.

## Ursprünge
Als Maßnahme gegen die zu jener Zeit grassierende Pest verboten der Lord Mayor of London und der Stadtrat im Jahr 1572 alle Theateraufführungen. Diese fanden bis zum Bau der ersten festen Theaterhäuser zumeist in Gasthöfen („Inns“) statt. Das Schauspiel und sein Umfeld galt der von den Puritanern dominierten Stadtleitung ohnehin als anrüchig und lasterhaft und sie nutzte die Gelegenheit, um drei Jahre später auch gleich alle Theaterschauspieler der Stadt zu verweisen.
Dies hatte zur Folge, dass sich das Theaterwesen außerhalb der Stadtgrenzen und somit außerhalb der Jurisdiktion Londons ansiedelte. Erste Theaterbauten wurden in den daher so genannten Liberties, wie Halliwell (Shoreditch) und später der Liberty of the Clink errichtet. Newington Butts war der Name eines kleinen Weilers der Grafschaft Surrey, welcher wiederum seinen Namen von der größeren Ortschaft Newington hatte. Der übrige Name könnte von einem Bogenschießplatz („Archery Butts“) herrühren (Erdhaufen, die als Ziele dienen, nennt man „Butts“), auch wenn dies nicht gewiss ist. Möglicherweise hat „Butts“ hier die Bedeutung eines stumpfen Endes eines parzellierten Stück Landes. Das Newington Butts Theatre befand sich nicht im Ort Newington Butts selber, sondern am nördlichen Ortsrand, dort wo heute die St. Georges Street unterhalb eines mächtigen Kreisverkehrs („Elephant and Castle“) auf die Schnellstraße Newington Butts (A3) trifft.
Das Grundstück des Theatergebäudes erstreckte sich auf 4.000 m² und hatte an der Straßenfront eine Breite von 44 Metern, an der südlichen Seite durch einen Abwassergraben (engl. Sewer) begrenzt. Der emeritierte US-amerikanische Literaturprofessor William Ingram nutzt hierzu die Aufzeichnungen der Commissions of Sewers (Behörde der Abwasserkanäle Londons) von 1576–1578, wonach Jerome Savage nahe dem Abwassergraben lebte und sich sein Theater im nördlichen Bereichs seines Grundstücks befand.
Das vier Hektar große Areal, welches damals unter dem Namen Lurklane verzeichnet war, wurde 1566 vom Domkapitel Canterbury Cathedral an Richard Hick(e)s verpachtet. Hicks war ein Mitglied der Worshipful Company of Grocers und des königlichen Gefolges. Er wurde auch als „Yeoman of the Guard“ bezeichnet. Hicks überließ Lurklane an einen Pächer namens Richard Thompson. Dieser übergab den Pachtvertrag am Lady Day, dem 25. März 1576, an den Schauspieler Jerome Savage, etwa drei Wochen bevor die Grundstückspacht des The Theatre in Shoreditch unterzeichnet wurde. Der Shakespeareforscher Glynne Wickham (1922–2004) interpretiert diese Dokumente dahingehend, dass Hicks [oder Thompson?] wohl ein Haus oder Mietshaus errichtet hatte, das jemand (vermutlich der Schauspieler Savage) in ein Theater umwandelte.

## Errichtung des Theaters
Jerome Savage war Mitglied der Theaterkompanie Warwick’s Men. Die Truppe standen im Wettbewerb mit den Leicester’s Men, wenn auch mit mäßigem Erfolg. Ihr Patron, Ambrose Dudley, 3. Earl of Warwick, wurde zudem in den letzten Tagen der Schlacht um Le Havre im Jahr 1563 am Bein verletzt und infolge der Komplikationen litt er seit etwa 1570 an einer anhaltenden Erkrankung und auch Bewegungsstörungen. Warwick wurde im Herbst 1573 in den Privy Council berufen, wo er sich in Gesellschaft mit anderen Ensemblebetreibern, wie den Earls of Sussex (siehe Sussex Men), Earl of Lincoln, Arundel und seinem jüngeren Bruder Robert Dudley, 1. Earl of Leicester wiederfand. Jedoch war er krankheitsbedingt oft abwesend.
Gerade als die Warwick’s Men im Begriff waren eines der Lieblingsensembles von Königin Elisabeth I. zu werden, wurde Savage, den beiden Brüdern Dutton (John und Laurence) und anderen Mitgliedern der Truppe immer bewusster, dass ihr Patron sie nicht besuchen und unterstützen würde. Dies zeigte sich darin, dass sie auf ihren Tourneen bei den lokalen Behörden immer wieder auf Schwierigkeiten stießen. Denn aufgrund der elisabethanischen Armengesetze von 1572 war die Situation von reisenden Schauspielern schwierig – wer keine oder zureichende Patronage durch einen Adligen besaß konnte als Vagabund eingestuft und mit einer Reihe von Strafen, mindestens Auftrittsverboten belegt werden. Savage sucht daraufhin nach einem sicheren Platz, in welchem die Warwick’s Men ungehindert spielen konnten. Etwa eine Meile südlich der London Bridge, in der Nähe der Ausspannungen, aus denen später das berühmte „Elephant and Castle“-Gasthaus werden sollte, fand Savage ein, für ihn ideal passendes, Grundstück an der Ostseite der Straße, die nach Walworth führt. Das Anwesen war ein Areal mit einem Obstgarten und einem kleinen Wohnhaus im Süden und einer Scheune oder Geschäftshaus im Norden. Anstatt also sein gesamtes Vermögen in den Bau eines neuen Theaters zu investieren, konnte er dieses Grundstück pachten und die bestehende Struktur zu einem Bruchteil der Kosten umbauen. Allerdings stellte er fest, dass hier bereits einen Pächter existierte und ein Pachtvertrag, 1576 von Richard Hicks an einen Richard Thompson vergeben und auf 19 Jahre angelegt war, welche noch nicht abgelaufen waren. Aus dem einen oder anderen Grund stimmte Thompson dem Vorschlag von Savage zu, den Mietvertrag aufzukaufen oder zumindest einen ersten Untermietvertrag abzuschließen. Vielleicht half es Savage hierbei, dass er im Namen des Kriegshelden Earl of Warwick vorstellig wurde.
Allerdings versuchten kurz darauf Hicks und sein Schwiegersohn Peter Hunningborne aus unklaren Gründen diesen Vertrag zu annullieren. Als sie damit vor Gericht scheiterten, versuchten sie ein Jahr später trickreich Savage in Verzug seiner Pachtzahlungen zu bringen. Als Hunningborne zudem das Grundstück eigenhändig in Besitz nehmen wollte, suchte Savage gerichtlichen Beistand. Vor Gericht versuchte Hunningborne Savage als „eine sehr vulgäre Type“, die „von nichts anderem lebe, als von Spielen auf der Bühne und Belustigungen“ („a verrie lewed fealowe“ [who] „liveth by noe other trade than playinge of staige plaies and Interlevdes“) zu diskreditieren und gibt hierbei womöglich einen Grund preis, weshalb sie Savage kündigen wollten. Es endete damit, dass Savage wohl auf dem Grundstück bleiben konnte und die Räumungsklage zurückgezogen oder vom Gericht eingestellt wurde.
Gesichert ist die Eröffnung des – eigentlich namenlosen – Theaters am „Lady Day“ 1577 und wie ähnlich dem Theatre wurde es noch vor dem Winter 1576/77 in Betrieb genommen. Uber das Aussehen und mögliche Zuschauerzahl ist nichts bekannt. Da es aber im Winter bespielt wurde und das Gebäude zuvor anderen Zwecken diente, dürfte es im Gegensatz zu den meisten anderen üblichen Unterhaltungsbauten jener Zeit, welche einen nicht überdachten Innenhof hatten, geschlossen gewesen sein. Das Theater war von der City of London weit entfernt (knapp 2 km) und beschwerlicher zu erreichen. Ingram vermutet darin einen Grund für die geringere öffentliche Wahrnehmung und die dem entsprechende Aufzeichnungslage.

## Erfolg und Niedergang
Die Earl of Warwick’s Men schienen fünf erfolgreiche Jahre im Newington Butt Theatre verbracht zu haben, als seine Erkrankung den Earl of Warwick endgültig auf seinen Ruhesitz in Hertfordshire zwang. Das Ensemble löste sich auf und wurde Bestandteil der Oxford’s Men unter den Earls of Oxford. Am 13. Mai 1580 zeigte das Privy Council den Gerichtsbehörden in Surrey an, dass eine unbekannte Theaterkompanie, trotz allgemeinen Aufführungsverbotes, am Newington Butts spiele. Es ist bekannt, dass John und Lawrence Dutton im April 1580 Mitglieder der Warwick’s Company anführten, um das Earl of Oxford's Ensemble zusammenzustellen. So vermutet Ingram, dass es diese beiden waren, die das Schauspiel an ihrer alten Wirkungsstätte weiter betrieben. Oxford wurde im Jahr darauf im Tower of London eingesperrt und bis zum 1. Juni 1583 vom Hof verbannt. Er zog dann 1585 im Rahmen des Niederländischen Aufstands in den Krieg nach Flandern. John Dutton verließ 1583 die Oxford’s Men um den neugegründeten Queen Elizabeth’s Men beizutreten. Die Oxford’s Men verkrafteten offenbar den Weggang ihres Leiters, da noch Aufzeichnungen über sie, jeweils aus den Jahren 1584–1587 und auch danach, existieren.
Eine Urkunde der Commissions of Sewers vom 26. Februar 1591 bezieht sich auf Hunningborne und das Theatergebäude und hier schien das Haus bereits seine beste Zeit hinter sich zu haben, zumal die danach erbauten Theater sich fußläufiger zu den Bootsanlegestellen, der London Bridge und auch sonst näher zur Londoner Innenstadt befanden. Irgendwann zu Beginn der 1590er Jahre (und gesichert vor September 1593) traten die Lord Strange’s Men hier an drei Tagen auf, allerdings schreibt das undatierte Schreiben des Privy Council von der Unbequemlichkeit des Auftrittsortes und dass die zeitlich lang andauernden Stücke nicht an Werktagen aufgeführt wurden. („of longe tyme plaies haue not there bene vsed on working daies“). Die Pest veranlasste die Londoner Stadtführung alle Theater zwischen dem 22. Juni 1522 und dem 14. Mai 1594 zu schließen. Der Impresario Philip Henslowe nutzte die Gelegenheit währenddessen sein Rose Theatre zu renovieren, allerdings erlaubte das Privy Council aus unbekannten Gründen die Wiedereröffnung erst zum 15. Juni 1594.
Henslowe bewarb für den 3. .13 Juni 1594 eine Reihe von Theateraufführungen mit den Admiral’s Men und den Lord Chamberlain’s Men am Newington Butts. Warum er dies tat ist jedoch nicht bekannt. Vickers, wie auch andere Forscher gehen davon aus, dass das Newington Butts Theatre zu dieser Zeit Henslowe gehörte. Wissenschaftler wie Wickham spekulieren zudem, dass Henslowes bescheidene Ergebnisse in dieser Spielzeit zum Teil auf die hohen Mietzahlungen des Theaters zurückzuführen sind. Die Besitzertheorie könnte durch Winifred Frazers (US-amerikanischer, emeritierter Professor der University of Florida, geboren 1916) Vorschlag gestützt werden, dass die, von Henslowe in seinen Aufzeichnungen bestimmter Stücke, verwendete rätselhafte Abkürzung ne, welche üblicherweise ein neues Stück („new“) kennzeichnete, für eine Aufführung in Newington galt.
Diese Spielzeit im Juni 1594 ist gut dokumentiert, da Henslowe mit seinen „Diaries“ gewissenhaft darüber Buch führte. Dies beinhaltet somit die frühesten Aufführungen bekannter Namen wie Hamlet, Titus Andronicus und Der Widerspenstigen Zähmung. Allerdings ist die genaue Beziehung zwischen diesen Stücken von 1594 und denen, die wir heute Shakespeare zuordnen, ungewiss und unter Gelehrten umstritten. Rutter betrachtet den von Henslowe am Rose im Januar 1594 aufgeführten Titus als „mit ziemlicher Sicherheit von Shakespeare“ aber jener Hamlet sei jedoch früh für den, den wir aus dem Second Quarto und des First Folio kennen, in wwelchen Hamlet erst um 1600 Shakespeare zugeschrieben wurde. Diese und andere Beweise haben zu der Theorie geführt, dass der Text von 1600 auf einem früheren Stück basiert, dem sogenannten Ur-Hamlet, das entweder von [Thomas Kyd], William Shakespeare oder jemandem ganz anderen geschrieben wurde. Diese Aufführung des Ur-Hamlet ist die erste, welche schriftlich bezeugt ist. obwohl es möglich ist, dass das Stück seit mindestens 1589 existiert.
Am 6. Juli 1594 überließ das Domkapitel das Theatergrundstück an Paul Buck, unter der Bedingung, dass dieser das Theater zu anderen Zwecken nutze und keine Theaterstücke mehr nach dem Michaelstag am 29. September zur Aufführung gebracht werden. Buck schien diese Bedingung erfüllt zu haben, da es in der Erneuerung des Pachtvertrages am 5. April 1595 keine weitere Erwähnung des Theaters mehr gab. Am 5. Oktober 1599 führte die Sewer Commission die Bebauung des Grundstücks als „the houses where the old playe house did stand att Newington“ („die Gebäude, wo zuvor das alte Theater am Newington stand“). Die Bezüge zu diesem Theater bestanden jedoch fort, z. B. in dem Wortspiel „Newington conceit“ („Newington Eitelkeit“), welches in einem Theaterstück von 1612 Anwendung fand. Newington ist auch der Sterbeort des Dramatikers Thomas Middleton. Er wurde am 4. Juli 1627 in der Newington Butts Kirche beigesetzt.